# 帯広市立北栄小学校
帯広市立北栄小学校（おびひろしりつ ほくえいしょうがっこう）は、北海道帯広市の公立小学校。

## 児童数
- 児童数 - 345人
  - 1年生 - 49人
  - 2年生 - 62人
  - 3年生 - 64人
  - 4年生 - 55人
  - 5年生 - 58人
  - 6年生 - 57人
  - 特別支援学級（内数）- 36人

2020年（令和2年）5月1日現在

## 進学先中学校
- 帯広市立帯広第一中学校

2016年（平成28年）5月1日現在